# Areeiro
Areeiro ist eine Stadtgemeinde (Freguesia) der portugiesischen Hauptstadt Lissabon. Sie entstand am 29. September 2013 im Zuge der administrativen Neuordnung der Stadt aus dem Zusammenschluss der Gemeinden Alto do Pina und São João de Deus. Auf einer Fläche von 1,76 km² leben 20.030 Einwohner (Stand: 30. Juni 2011).

## Lage

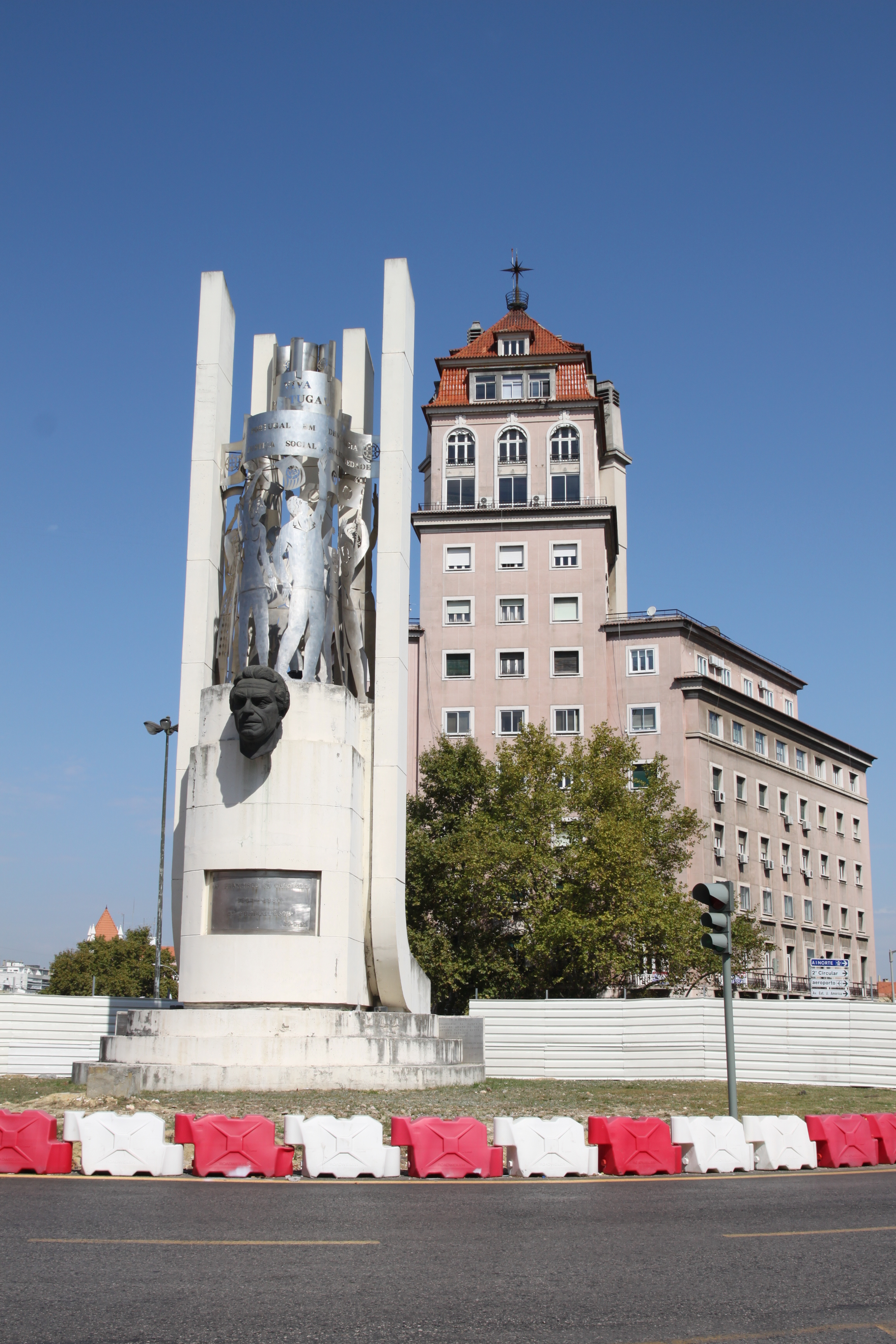
Die Praça Francisco Sá Carneiro (ehemals Praça do Arreiro)

Die Stadtgemeinde umfasst die Viertel westlich, südlich und östlich der Praça Francisco Sá Carneiro (der ehemaligen Praça do Arreiro) zwischen Entrecampos und Olaias. Sie wird begrenzt im Süden durch die Avenida do Duque d’Ávila, die Avenida de Rovisco Pais, die Alameda de D. Afonso Henriques, die Rua de Cristóvão Falcão, die Rotunda das Olaias, den Jardim de Tristão da Silva, die Rua de Olivença, die Rua do Prof. Mira Fernandes, den westlichen Rand der Escola Secundária das Olaias und die Avenida de Carlos Pinhão, im Osten durch den Parque da Bela Vista, im Norden durch die Avenida de São João de Deus und die Rua de João und im Westen durch die Rua de Entrecampos, den Campo Pequeno, die Rua do Arco do Cego, die Rua de Costa Goodolfim, die Avenida do Visconde de Valmor und die Rua de D. Filipa de Vilhena.
Nachbargemeinden sind Alvalade im Norden, Marvila im Osten, Beato, Penha de França und Arroios im Süden sowie Avenidas Novas im Westen.

## Quelle
- Diário da República, 1.ª série — N.º 216, 8. November 2012